# Erebus jaintiana
Erebus jaintiana là một loài bướm đêm trong họ Erebidae.